# 喬治·佛洛伊德之死在美國引發的示威列表

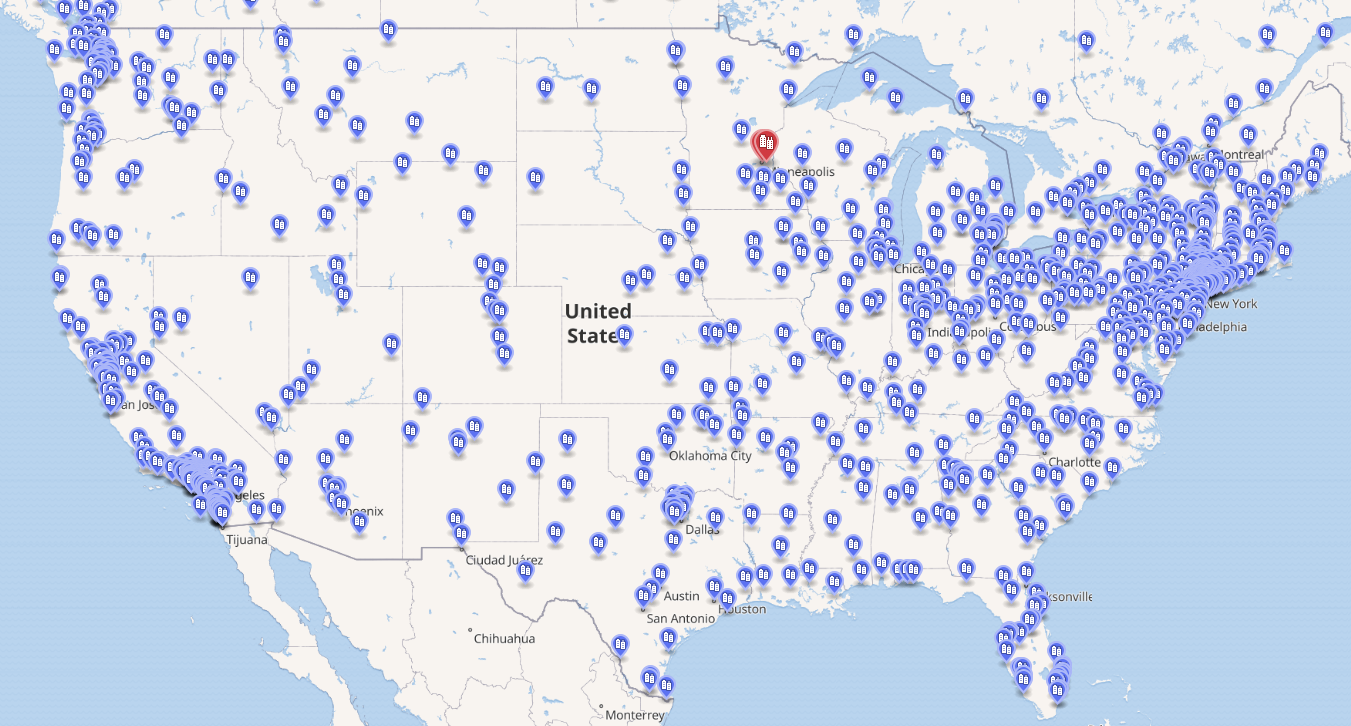
地圖中標識為北美範圍内過百人的集會或示威活動，紅色標識為明州首府聖保羅和明尼阿波利斯

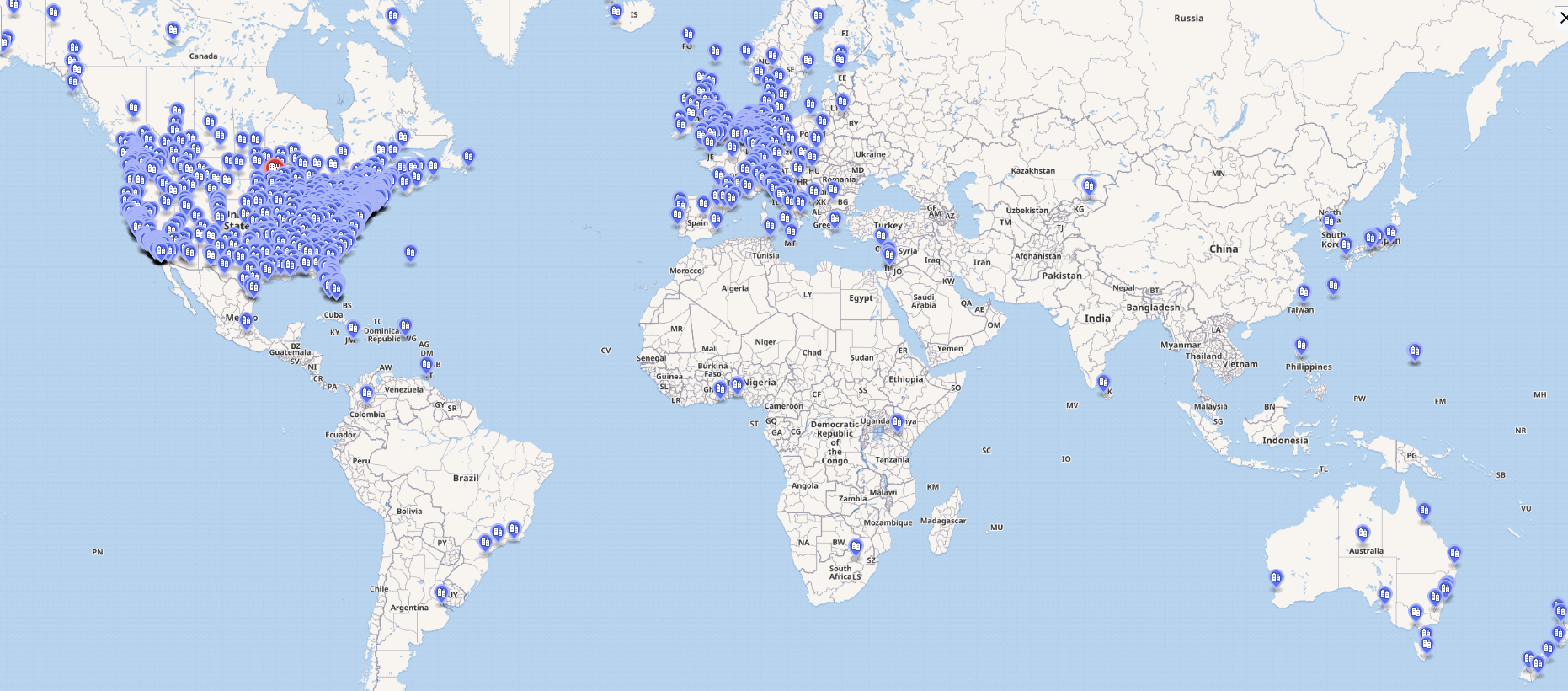
地圖中標識為世界範圍内過百人的集會或示威活動，紅色標識為明州首府聖保羅和明尼阿波利斯

喬治·佛洛伊德之死在美國引發的示威列表記錄由乔治·弗洛伊德之死引起的示威和抗議活動。5月25日明尼蘇達州明尼阿波利斯市的黑人喬治·佛洛伊德疑因警員武力拘捕而死亡後，次日當地爆發大規模示威，之後示威活動蔓延到全美及美國海外。目前全美50個州上百個城市發生示威活動為佛洛伊德之死尋求公義和抗議針對黑人的暴力。

## 美國

### 阿拉巴馬州
- 奧本：5月31日，數百群衆在奧本市内遊行，并在奧本（英语：Toomer's Corner (Auburn, AL)）集會[2]。
- 伯明翰：5月30日，上千群衆在伯明翰市内遊行和集會[3]。
- 多森：5月31日，群衆在多森市内遊行和集會，并在休斯頓縣法院前抗議弗洛伊德之死[4]。
- 胡佛：5月30日，在31號美國國道遊行，20人被捕[3]。
- 亨茨維爾：5月30日，市内遊行[3]。
- 莫比爾：5月31日，群衆組織市内遊行，在懺悔星期二公園（英语：Mardi Gras Park）起步[5]。
- 蒙哥馬利：5月30日，上百群衆在蒙哥馬利警察局前集會[6]。
- 歐佩萊卡：5月30日，群衆在市内示威[7]。
- 特洛伊：5月29日，約50名學生和群衆在市中心示威[8]。

### 阿拉斯加
- 安克拉治：5月30日，市内舉行了兩次和平集會，一個在市内公園由一中學生以Instagram號召舉行，另一場在市内停車場由當地社區和牧師主持[9]。
- 費爾班克斯：5月30日，當地美國全國有色人種協進會和土著運動組織集會在市内舉行，約400人參加[10]。
- 朱諾：5月30日，市内舉行集會，約250人參與[9]。

### 亞利桑拿州
由於州内鳳凰城、圖森等多個城市遊行和集會演變的暴力衝突，州長宣佈全州自5月31日宵禁，時間為晚上8:00-凌晨5:00，措施實施至6月8日。
- 弗拉格斯塔：5月29日，約百人在市政廳前集會[12]。30日出現類似的集會[13]。
- 鳳凰城：5月28日，市内舉行遊行和集會，當地警方使用胡椒噴劑和橡膠子彈驅散[14]。
- 普雷斯科特：5月30日，約150名群衆在當地警局前集會[15]，同日與支持警方執法的團體產生衝突[16]。
- 斯科茨代爾：5月30日，數百人在市中心舉行遊行和集會，期間部分集會人士破壞商店和搶奪商品，事後統計，當地時尚廣場表示損失上百萬美金[17]。
- 圖森：5月30日，數百人在市内舉行集會遊行，活動演變的衝突，最少四人被捕[18]。
- 尤馬：5月30日，約150人在市内舉行集會遊行[19]。

### 阿肯色州
- 本頓維：6月1日，數百人在市内廣場舉行集會遊行[20]。
- 康威：5月31日，示威者自市中心遊行至區内法院前，期間堵塞市内40號州際公路[21]。
- 費耶特維爾：5月30日，數十人在市内舉行集會遊行[22]。
- 史密斯堡：5月30日，數十人在市内舉行集會遊行[23]。
- 小岩城：5月30日，約400到500日在市内舉行遊行和集會，活動至阿肯色州議會大廈演變成衝突，當地警方以催淚彈驅散示威者，630號州際公路（英语：Interstate 630）一度封閉[24]。

### 加州

#### 北加州
- 戴維斯：5月30日，約100名加利福尼亞大學戴維斯分校大學生在市内進行遊行[25]。
- 尤里卡：5月30日，數百名示威者在市内法院集會[26]。
- 莫德斯托：5月31日，市内舉行遊行，活動大致和平，警方拘捕至少一人[27]。
- 奧克蘭：5月29日，約500人市内舉行遊行，活動至當地警察總部附近演變成衝突，有示威者向警方投擲煙花，警方以閃光彈和催淚彈驅散示威者[28]，期間兩個警員中槍，一人死亡，警方逮捕多人[29]。美國國土安全部官員肯·庫奇內利將事件定性為本土恐怖主義[30]。事後警方統計，有六名警員和7名市民在活動中受傷[31]。
- 沙加緬度：5月29日下午6時上百人在市内橡樹公園舉行聲援喬治·佛洛伊德的集會和遊行[32]遊行至99號高速演變成衝突，警方以閃光彈和胡椒球驅散示威者[33]，活動期間9名警員受傷，2名市民被捕[34]。30日，示威者在加利福尼亞州議會大廈和當地監獄前進行集會，晚上6點示威者衝擊監獄，警方以橡膠子彈驅散示威者。部分示威者在市内破壞和搶奪商品，警方在市區内釋放催淚彈，示威者直到凌晨3點才散去[35]。31日，下午4：30，示威者開始在加利福尼亞州議會大廈前聚集，部分示威者封鎖5號州際公路，市内多處出現示威者，一些商店被破壞。晚上9點，警方封鎖市區道路開始驅散示威者。直到6月1日中午12:24警方宣佈示威者已經散去[36]。
- 三藩市：5月30日下午，示威者在市内聯合國廣場舉行遊行和集會，入夜後開始出現破壞和暴力行為。31日，市長布里德宣佈當日實施宵禁。同日下午上千名示威者再次在聯合國廣場舉行遊行和集會，活動持續到8點，活動因宵禁被視為非法集會，警方拘捕80人[37]，
- 聖荷西：5月29日，數百有示威者在101號美國國道遊行至市政中心前[38]。5月31日市政府宣佈宵禁[39]。
- 聖塔克魯茲：5月30日，數百名示威者舉行集會，當地警局局長也有參加[40]。
- 聖羅莎：5月30日，約500人在市内舉行遊行集會[41]。
- 聖拉菲爾：5月31日，市内舉行遊行集會[42]。
- 瓦列霍：5月28日，約100名示威者由威爾遜公園遊行之市内警局前[43]。

#### 南加州
- 貝克斯菲爾德：5月29日，數百人在市内舉行遊行集會，活動後來變成衝突，警方拘捕10人[44]。
- 比華利山：5月30日，市内示威者除了抗議弗洛伊德之死，也高舉「eat the rich」口號，羅迪歐大道多家名店被搶劫。當日地方政府宣佈宵禁[45][46]。
- 方塔納：5月28日，市内出現遊行和集會，晚上遊行變成暴力衝突，警方拘捕9人[47]。
- 佛雷斯諾：5月29和30日，有過百人在市内舉行遊行和集會[48]。5月31日，約3000人參與市内出現遊行和集會[49]。
- 赫米特：5月31日，早上有進行和平集會，晚上演變成衝突，有示威者被驅趕到赫米特山谷購物中心[50]。
- 亨廷頓海灘：5月31日，約500人在市内舉行遊行和集會，下午1點，警方宣佈為非法集會，驅散示威者[51]。
- 爾灣：5月31日，數十黑人在市内遊行[52]。
- 拉米薩：5月29日，數十人在市内警局前集會[53]。5月30日，下午2點約有1000在市内警局前集會，隨後在市内展開遊行。最後折返會警局前，部分示威者在警局塗鴉和投石，活動變成暴力衝突，在晚上6點左右，警方開始以催淚彈，橡膠子彈及胡椒球驅散示威者。晚上8點，部分人到超市Vons和Play It Again Sports搶劫，Vons及市中心的大通銀行和MUFG聯合銀行分別發生火災[54]。
- 洛杉磯：5月27日，數百人在市區遊行和集會，示威者封鎖了101號公路，甚至燃燒美國國旗[55]，28日，示威者在洛杉磯警察局總部前集會[56]29日，示威者再度封鎖101號公路。30日，示威者摧毀及燃燒警車，警方使用警棍和橡膠子彈驅散示威者[57][58][59]31日，示威活動持續，政府宣佈宵禁，並派出美國國民警衛隊[60]。
- 橙市：5月30日，數百人在橙市廣場聚集，隨後在市内遊行[61]。
- 帕薩迪納：5月30日下午6點30分，有示威者在帕薩迪納老城（英语：Old Pasadena）進行集會，不到一小時，當地政府宣佈當晚8點開始宵禁[62]。
- 波莫納：5月30日，約250人在市内組織遊行和集會[63]。
- 聖地亞哥：5月30日，當地種族正義聯盟組織一架旅行車自自由站購物中心到洛馬岬沿途為佛洛伊德伸張正義，抨擊警察暴力[64]。31日，市區出現數百人集會遊行，下午2點左右警方表示有部分示威者向警察投石和水瓶，3點警方宣佈為非法集會，驅散示威者，5號州際公路一度關閉[65]。
- 聖安娜：5月30日，約200人在市内舉行集會遊行[66]。
- 聖巴巴拉：5月30日，數百人在加利福尼亞大學聖塔芭芭拉分校内進行集會遊行[67]。
- 聖塔莫尼卡：5月28日下午，數十人在市内遊行[68]。示威持續數日，31日，遊行演變成暴力衝突[69]，警方宣佈逮捕了數百人[70]。政府當日下午4點宣佈宵禁[71]。
- 特曼庫拉：5月30日，數百人在市内集會遊行[72]。
- 維塞利亞：5月30日，市内遊行期間，有車駛向示威者，兩名婦女受傷[73]。

### 科羅拉多州
- 拉勒米：5月30日，數十市民舉行燭光集會，連續九分鐘說「我無法呼氣」，以表達對佛洛伊德之死的不滿[74]。
- 波德：5月30日，約500人在市内舉行集會遊行[75]。
- 科羅拉多泉：5月30日，約300人在市内集會遊行，有數十人被捕[76]。31日，市内再有人組織集會遊行[77]。
- 丹佛：5月28日開始出現集會遊行，活動在晚上演變成暴力衝突，示威者封鎖市内25號州際公路和在科羅拉多州議會大廈前抗議。31日當晚政府實施宵禁，截至31日，警方逮捕最少120人[78]。

### 康涅狄格州
- 布里奇波特：5月30日，市内出現集會遊行，州内八號公路（英语：Connecticut Route 8）一度封鎖[79]。
- 哈特福德：5月29日，數百人在康涅狄格州議會大廈前集會[80]。30日，集會人數達到上千人[79]
- 紐黑文：5月31日，上千名示威者封鎖市内95號州際公路，州内34號公路亦一度封鎖[81]。
- 新倫敦：5月30日，市内出現集會遊行[82]。
- 米德爾敦：5月30日，數百人在市内組織集會遊行[83]。
- 沃特伯里：5月31日，市内舉行集會遊行，28人被警方拘捕[84]。
- 韋斯特波特：5月31日，數百人在市内舉行集會遊行[85]。

### 特拉華州
- 多佛：5月31日，兩百人在市内集會遊行，晚上7點示威者走入州内13號公路，導致部分道路封鎖[86]。
- 威明頓：5月30日由當地Black Lives Matter和要食物不要炸弹組織集會遊行，遊行隊伍穿過市内95號州際公路，並封鎖了道路[87]。晚上遊行變成了暴動，多家店鋪被洗劫[88]。

### 華盛頓哥倫比亞特區
- 華盛頓特區：5月29日，示威者在白宮前集會[89]，活動持續到次日凌晨，期間和守衛白宮的特勤隊發生衝突，美國總統特朗普在Twitter上警告示威者若衝破防線，將直接面對「惡犬及兇狠武器」[90]。30日下午，示威者再度在白宮前集會[91]，有特勤隊的車輛被燒壞[92]。31日晚上，再有示威遊行，晚上10點有人在區内圣约翰公会教堂（英语：St. John's Episcopal Church, Lafayette Square）前燒毀美國國旗，聖約翰座堂的地下室也被縱火[93]。6月1日，示威者在總統公園繼續集會抗議，防暴警察以催淚彈清場，下午特朗普穿過清場的廣場到聖約翰公會教堂前拍照。教堂所屬的聖公會華盛頓教區主教巴德批評相關做法[94][95]，當日有300人被捕[96]。

### 佛羅里達州
- 博因顿比奇：6月1日，約70人在市内舉行集會遊行[97]。
- 科勒尔盖布尔斯：5月30日，數百人在市内集會遊行[98]，部分人不滿有白人和警察參與到遊行中，因而引起衝突[99]。
- 華爾頓堡灘：5月31日，示威者在市内集會遊行[100]。
- 蓋恩斯維爾：5月30日，數百人在在市内集會遊行，晚上活動演變成暴力衝突，警方拘捕了9人[101]。
- 積遜威爾：5月30日，有上千人在市内舉行集會遊行，6點30分之後有200人和警方發生衝突[102]。
- 萊克沃恩：5月30日，示威者在市内舉行集會遊行，有人將美國國旗從旗杆扯下並撕碎[103]。
- 邁亞密：5月30日，400到500人在市内舉行集會遊行，晚上變成暴力衝突，晚上10點，市長宣佈宵禁[98]。
- 巴拿馬城：5月30日，示威者在市内舉行集會遊行[104]。
- 塔拉赫西：5月30日，示威者在市内舉行集會遊行[105]。
- 坦帕：5月30日，數百人在市内舉行集會遊行，晚上演變成暴力衝突[106][107]。
- 廟台：5月30日，數百人在市内舉行集會遊行[107]。
- 西棕榈滩：5月31日，示威者在市内舉行集會遊行，市内95號州際公路一度封鎖[108]。
- 溫德米爾：5月29日，示威者在懷疑殺害喬治·佛洛伊德的白人警官德里克·肖萬市内的別墅前集會[109]。

### 喬治亞州
州長布賴恩·肯普5月31日宣佈已經調派3000名國民警衛軍進駐州内各城市。
- 奧爾巴尼：5月30日，40到50人在在市内舉行集會遊行[111]。
- 亞特蘭大：5月29日，數百人在市内奧林匹克百年公園内集會，晚上示威者遊行到當地CNN中心時爆發衝突[112]，
- 雅典：5月29日，示威者在市内舉行集會遊行，在喬治亞大學的拱門處集會[113]。5月31日晚上，警方以催淚彈驅散過百名在市中心的示威者[114]。
- 奧古斯塔：5月30日，當地在Facebook上組織了60人在市内進行集會遊行[115]。31日市内再有舉行集會遊行[116]。
- 卡特斯維爾：5月30日，約200人在市内法院大樓前集會[117]。
- 哥倫布：5月31日，約200人在市内舉行集會遊行[118]。
- 多爾頓：6月1日，示威者在市内舉行集會遊行[119]。
- 梅肯：5月31日，數百人在市内公園集會[120]。
- 紐南：5月30日和31日，數十人在當地法院前集會[121]。
- 薩凡納：5月31日,數百人在市内舉行集會遊行[122]。
- 托馬斯維爾：5月31日，約百人在市内舉行集會遊行[123]。
- 瓦爾多斯塔：5月30日，數十人在市内舉行集會遊行[124]。
- 沃納羅賓斯：5月30日，數十人在市内舉行集會遊行[125]。

### 夏威夷州
- 希洛：5月30日，數百人在市内舉行集會遊行[126]。
- 檀香山：5月30日，約100人在夏威夷州議會大廈前集會[127]。
- 卡互陸伊：5月30日，約150人在市内舉行集會遊行[128]。
- 凱盧阿：5月30日，示威者在市内舉行集會遊行[129]。

### 愛達荷州
- 博伊西：5月30日，有少量示威者在愛達荷州議會大廈前集會[130]。31日，集會人數達到數百人[131]。
- 愛達荷佛斯：5月29日，約70人在市内舉行集會遊行[132]。

### 伊利諾伊州
- 尚佩恩于5月31日进入紧急状态，并在（北美中部时区）5月31日20时30分至6月1日6时实行宵禁[133]；随后市政府宣布将对16岁以下人群继续实行宵禁（13岁以下人士：每日22时30分至翌日6时，14-16岁人士：周日至周四23时至翌日6时，周五、周六0时至6时）[134]。
- 奧羅拉：5月31日，約800人在當地警局前進行集會，晚上活動變成暴力衝突，騷亂持續到6月1日凌晨，事後統計當地損失約300萬美金[135]，警方最少逮捕17人，市長宣佈6月1日晚上8：30實施宵禁至明天早上6:00[136]。
- 佈盧明頓：5月29日，約10-15人在市内舉行集會遊行[137]。
- 布盧島：5月31日，由於市内的集會遊行和搶劫事件，當日晚上8點實施宵禁[138]。
- 布拉德利：5月30日，約百人在市内舉行集會遊行[139]。
- 芝加哥：5月29日，示威者在千禧公園集會遊行[140]。30日，集會活動變成暴力衝突，最少6人有槍傷，一人死亡[141]。受到芝加哥局勢的影響，州内多個城市實施宵禁[138]。
- 喬利埃特：5月29日，數百人在市内舉行集會遊行[142]。

### 印第安纳州
- 韋恩堡：5月29日，晚上示威者在艾倫縣的法院前集會，之後演變成衝突，警方以催淚彈驅散[143]。
- 哈蒙德：5月30日，當地Black Lives Matter組織在市内警局前集會[144]。
- 印第安納波利斯：5月29日，示威者在市内舉行集會遊行，入夜後演變成衝突，警方以催淚彈和胡椒球驅散示威者[145]。30日，示威持續，兩人在衝突中死亡[146]。
- 南本德：5月30日，數百人在市内舉行了兩次集會遊行[147]。

### 艾奥瓦州
- 埃姆斯：5月30日，約300人在市政廳前集會[148]。
- 錫達拉皮茲：5月28日，示威者在區内法院前集會[149]。
- 達文波特：5月30日，約500人在勒克萊爾公園（英语：LeClaire Park）集會[150]。31日，示威變成衝突，夜間發生槍戰，兩人死亡，兩人受傷[151]。
- 德梅因：5月30日，數百人在市内舉行集會遊行，入夜變成衝突，警方以警棍和催淚彈驅散示威者[152]。
- 迪比克：6月1日，約100人在市内傑克遜公園舉行集會[153]。
- 艾奥瓦城：5月30日，數百人在市内舉行集會遊行[154]。
- 蘇城：5月29日，約百人在市内警局前集會[155]。
- 滑鐵盧：5月29日，約500人在市内舉行集會遊行[156]。

### 堪薩斯州
- 勞倫斯：5月31日，示威者在市内舉行集會遊行[157]。
- 托皮卡：5月30日，約500人在堪薩斯州議會大廈前集會[158]。
- 威奇托：5月30日，約1800人在市内舉行集會遊行[159]。

### 肯塔基州
- 鮑靈格林：5月29日，示威者在區内警局前集會，期間一輛車駛向示威者，一名婦女受傷[160]。
- 列星頓：5月29-31日一連三天，示威者在市内舉行集會遊行[161]。

### 路易斯安那州
- 亞歷山德里亞：5月31日，數十人在市内舉行集會遊行[162]。
- 巴吞魯日：5月30日，部分人在區内教堂守夜[163]。31日，數百人在路易斯安那州議會大廈前集會[163]。晚上部分示威者和警方發生衝突[164]。
- 拉法葉：5月31日，數百人在路易斯安那大學拉法葉分校進行集會[165]。
- 查爾斯湖：5月31日，數百人在市内舉行集會遊行[166]。
- 新伊比利亞：5月30日，數百人在市内舉行集會遊行[167]。
- 新奧爾良：5月30日，數千人在市内舉行集會遊行[168]。
- 什里夫波特：5月31日，數百人在市内舉行集會遊行[169]。

### 緬因州
- 班戈：5月31日，數十人在緬因大學舉行集會[170]。
- 波特蘭：5月29日，數百人在市内舉行集會遊行[171]。

### 馬利蘭州
- 巴爾的摩：5月30日，晚上示威者在市政廳前集會，其後演變成衝突[172]。

### 麻薩諸塞州
- 阿姆赫斯特：5月30日，數十人在區内警局前集會[173]。
- 鳕鱼角：5月30日，區内海恩尼斯村舉行約100人的集會，31日，韋爾弗利特村舉行約100人的集會[174]。
- 波士頓：5月29日，數百人在市内舉行集會遊行，在遊行至警局時發生衝突[175]，當晚10人被捕，4名警員受傷[176]。31日，數千人在市内舉行集會遊行[177]，入夜後變成衝突，53人被捕，最少9名警員受傷[178]。
- 福爾里弗：5月31日，示威者在市内舉行集會遊行[179]。
- 新貝特福德：5月30日，數十人在市内舉行集會遊行[180]。
- 斯普林菲爾德：5月29日，數百人市内警局總部前集會[181]。

### 密西根州
- 安娜堡：5月30日，數百人在密歇根大學舉行集會[182]。
- 底特律：5月29日，上千人在市内舉行集會遊行，之後演變成衝突，60人被捕，一人死亡[183][184]。示威活動持續到周末，市長宣佈宵禁[185]，三日内警方拘捕最少244人[186]。
- 卡拉馬祖：5月30日，數百人在市内舉行集會遊行[187]。
- 弗林特：5月30日，數百人在市内舉行集會遊行，當地警長也表示支持活動[188]。
- 大急流城：5月30日，數千人在市内舉行集會遊行，活動之後演變成衝突[189]。衝突持續到31日凌晨，警方以催淚彈和閃光彈驅散示威者[190]。6月1日，市長宣佈宵禁，12人因違反宵禁被捕，一人被控以暴動罪是當地歷史上首次[191]。
- 蘭辛：5月31日，數千人在密西根州議會大廈前集會[192]。
- 馬凱特：5月29日，一組人在市内舉行集會遊行[193]。30日，一場遊行由北密歇根大學開始前往市中心，期間有示威者爬上警車，沒人被捕[194]。31日，約150人舉行集會遊行[195]。

### 明尼蘇達州
明尼蘇達州是喬治·佛洛伊德之死的所在州，相關抗議活動是全國最早，州内多個城市出現各類抗議活動。詳見George Floyd protests in Minnesota

### 密西西比州
- 比洛克西：5月30日，約60人在市内舉行集會遊行[196]。
- 哈蒂斯堡：5月31日，約30人在市内舉行集會遊行[197]。
- 傑克遜市：5月30日，示威在密西西比州議會大廈前舉行[198]。
- 牛津：5月30日，約300人在市内舉行集會遊行[199]。
- 佩特爾：5月28日，約200人在市内舉行集會遊行，反對哈爾·馬克思就喬治·佛洛伊德之死發表的不當言論，並要求他下臺[200]。
- 圖珀洛：5月30日，數百人在市内舉行集會遊行[201]。

### 密蘇里州
- 堪薩斯城：5月29日，約150-200人在市内舉行集會遊行，警察使用胡椒噴劑驅散[202]。
- 斯普林菲尔德：5月30日和31日，數百人在市内舉行集會遊行[203]。
- 聖路易：5月30日，約1500人在市内舉行集會遊行[204]。

### 蒙大拿州
- 米蘇拉：5月29日，數百人在區内法院前集會[205]。
- 博兹曼市：5月31日，約2000名示威者在市内公園遊行到區内法院，活動由蒙大拿州立大學黑人同學會和蒙大拿州種族平等項目所組織[206]。
- 海倫娜：5月31日，約150人在蒙大拿州議會大廈前集會[207]。

### 內布拉斯加州
- 林肯：5月29日，示威者在內布拉斯加州議會大廈前集會[208]。活動持續到30日凌晨，並演變成衝突，8名警員受傷[209]。31日的示威期間，一名記者被捕，隨後被釋放[210]。
- 奧馬哈：5月29日，上千人在市内舉行集會遊行，直到晚上10:30活動變成衝突，警方以催淚彈驅散示威者[211]。

### 內華達州
- 拉斯維加斯：5月29日，約400人在市内舉行集會遊行，抗議之後變成衝突，警方拘捕了80人，包括兩名記者[212]。
- 雷諾：5月30日，約千人在市内舉行集會遊行，晚上8點40分警方宣佈活動為非法集會，31日，市長宣佈宵禁[213]。

### 新罕布什爾州
- 都柏林：5月30日，約百人在市内舉行集會遊行[214]。
- 基恩：5月30日約百人在市内舉行集會遊行[214]。
- 曼徹斯特：5月30日，約800人在市内舉行集會遊行[215]。
- 康韋：5月31日，約200人在市内舉行集會遊行[216]。

### 新澤西州
- 阿斯伯里帕克：6月1日，數百人在市内舉行集會遊行，當日晚上8點宵禁[217]。
- 大西洋城：5月31日，約百人在市内舉行集會遊行，入夜活動變成衝突，當日晚上8點宵禁[218]。
- 肯頓：5月30日，數百人在市内舉行集會遊行，當地警方也參與到遊行中[219]。
- 恩格爾伍德：5月30日，上千人在市内舉行集會遊行[220]。
- 夫雷明頓：5月30日，約百人在區内法院前集會[221]。
- 葛倫瑞奇：5月31日，約百人在市内舉行集會遊行[222]。
- 澤西市：6月1日，數百人在市内舉行集會遊行，活動由當地黑人組織舉行[223]。
- 朗布蘭奇：5月31日下午，數百人在市内舉行集會遊行[224]。
- 米爾本，5月31日，約150人在市内舉行集會遊行[225]。
- 莫里斯敦：5月30日，約200-300人在市内舉行集會遊行[226]。
- 紐華克：5月30日，有五千人在區内法院前集會[220]。
- 紐賓士域 ：5月30日，約300人在市内舉行集會遊行[227]。

### 新墨西哥州
- 阿爾伯克基：5月28日，數百人在市内舉行集會遊行，活動之後變成衝突，警方以催淚彈驅散示威者[228]。
- 聖塔菲：5月29日，約250到新墨西哥州議會大廈前集會[229]。

### 紐約州
- 雅賓利：5月30日下午，示威者在市内舉行集會遊行[230]。入夜變成衝突，警方使用催淚彈驅散示威者[231]。
- 比肯：6月1日，數百人在市内舉行集會遊行，其中黑人籃球員伊利亞·休斯也參加其中[232]。
- 賓漢頓：5月31日，近千人在市内舉行集會遊行[233]。
- 水牛城：5月30日，數百人在市内舉行集會遊行，之後變成衝突，市長宣佈晚上10:30宵禁至明日7點[234]
- 門羅：5月31日，數百黑人在市内舉行集會遊行[235]。
- 納紐埃特：5月30日，約300人在市内舉行集會遊行[236]。
- 紐伯茲，5月30日，數百人在市内舉行集會遊行[237]。
- 紐約：5月30日，約3000人在市内舉行集會遊行，晚上變成衝突，警方拘捕200人[238]。6月1日，州長安德魯·古莫宣佈宵禁[239]。
- 尼亞加拉瀑布城：5月31日，示威者在市内舉行集會遊行，派發的傳單宣傳計劃燒警局，當地警方做好防範工作[240]。
- 皮克斯基尔：5月30，示威者在市内舉行集會遊行，區内市長和議員也參與其中[241]。
- 普萊恩維尤：5月31日，數百人在市内舉行集會遊行[242]。
- 波啟浦夕：5月31日，約200人在市内舉行集會遊行[243]。
- 羅徹斯特：5月30日，數百人在市内舉行集會遊行，活動之後變成衝突，下午5點，市長宣佈進入緊急狀態，晚上9點宵禁[244]。
- 雪城：5月30日和31日，示威者在市内舉行集會遊行[245]。
- 由提卡：5月31日，數百人在市内舉行集會遊行[246]。
- 揚克斯：5月31日，上千人在市内舉行集會遊行[247]。
- 白原市：5月29日，數百人在市内舉行集會遊行[248]。

### 北卡羅來納
- 阿什維爾：5月31日，數百人在市内舉行集會遊行，遊行期間封鎖了240號州際公路[249]。
- 夏洛特：5月29日，示威者在市内舉行集會遊行，晚上變成衝突，15人被捕[250]。6月1日，一段3代非裔美国人之间对话的视频在网上走红；视频中，一位30岁的黑人男子声泪俱下地劝说一位16岁的黑人少年“要想出更好的办法”（"come up with a better way"），不要像其他人一样去打砸抢烧[251][252]。
- 費耶特維爾：5月30日，數百人在市内舉行集會遊行[253]。
- 羅利：5月30日，數百人在市内舉行集會遊行，晚上變成衝突，警方以催淚彈驅散示威者[254]。
- 溫斯頓-撒冷：5月31日，數百人在市内舉行集會遊行[255]。

### 北達科他州
- 俾斯麥：5月30日，數百人在北達科他州議會大廈前集會[256]。
- 法戈：5月30日，約2000人在市内舉行集會遊行[257]。

### 俄亥俄州
- 阿克倫：5月31日，數百人在市内舉行集會遊行[258]。
- 阿森斯：5月30日，約百人在俄亥俄州立大學集會[259]。
- 鮑靈格林：5月31日，約500人在市内舉行集會遊行[260]。
- 坎頓：5月29日，數百人在市内舉行集會遊行[261]。
- 辛辛那提：5月29日，示威者在市内舉行集會遊行，入夜後活動變成衝突，市内75號州際公路一度封鎖[262]。
- 克里夫蘭：5月30日，示威者在市内舉行集會遊行，入夜後活動變成衝突，政府宣佈宵禁，最少66被捕，20人送往醫院[263]。
- 哥倫布：5月28日，集會遊行在晚上8點開始，後來示威者衝擊俄亥俄州議會大廈和破壞商店，引起衝突[264]。30日開始市長宣佈晚上10點至凌晨6點宵禁，當日59人被捕[265]。
- 代頓：5月30日，數百人在市内舉行集會遊行，有三個團體遊行阻礙了市内交通，警方用催淚彈驅逐[266]。
- 特拉華：5月29日，約400人舉行守夜活動[267]。
- 漢密爾頓：5月31日，數百人在市内舉行集會遊行，其中大部分為白人[268]。
- 曼斯菲爾德：5月30日，數百人在市内舉行集會遊行[269]。
- 揚斯敦：5月31日，上千人在市内舉行集會遊行，區内議員和警局局長也參與其中[270]。
- 曾斯維爾：5月30日，約500人在市内舉行集會遊行[271]。

### 奧克拉荷馬州
- 奧克拉荷馬市：5月30日和31日，白天市内有和平示威活動，晚上演變成暴力衝突，31日9點30分宣佈10點宵禁[272]。
- 塔爾薩：5月30日，數百人在市内舉行集會遊行[273]。

### 俄勒岡州
- 本德：5月30日，數百人在市内舉行集會遊行[274]。
- 科瓦利斯：5月31日，約2000人在區内法院前集會[275]。
- 尤金：5月30日，數百人在市内舉行集會遊行，有示威者在馬路上縱火[276]。
- 波特蘭：5月29日，示威者在市内舉行集會遊行，晚上活動變成衝突，當地蘋果商店和大通銀行分行被破壞[277]。6月3日，有七千到一萬人在市内舉行集會遊行[278]。
- 塞勒姆：5月30日，約200人在市内舉行集會遊行，晚上活動變成衝突，政府宣佈宵禁[279]。

### 賓夕凡尼亞州
- 伯利恒：5月30日，數百人從玫瑰園遊行到市政廳[280]。
- 多伊爾斯敦：6月1日，數百人在市内舉行集會遊行[281]。
- 伊斯頓：5月31日，約1500人在中央廣場集會[282]。
- 費城：5月30日，遊行高峰時約3000人，下午活動變成衝突，14人被捕，至少13警員受傷[283]。
- 匹兹堡：5月30日，遊行高峰時約3000人，下午活動變成衝突，示威者燃燒警車破壞商店，數十人被捕[284]。
- 雷丁：5月31日，數百人在市内舉行集會遊行[285]。6月1日，集會遊行持續[286]。

### 羅德島州
- 普洛威頓斯：5月30日。數千人在市内舉行集會遊行，活動由當地Black Lives Matter組織[287]。

### 南卡羅萊納州
- 查理斯頓：5月30日，示威者在市内舉行集會遊行，由於之後變成衝突，市長宣佈當日晚上11:00到次日7:00宵禁[288]。
- 哥倫比亞：5月30日，數百人在南卡羅來納州議會大廈前集會，有警車被焚燒，旁晚市長宣佈進入緊急狀態[289]。
- 格林維爾：5月29日到31日，均有示威者在市内舉行集會遊行[290]。

### 南達科他州
- 拉皮德城：5月30日，數百人在市内舉行集會遊行，喬治·佛洛伊德的叔叔塞爾溫·瓊斯也參與其中[291][292]。

### 田納西州
- 查塔努加：5月30日，數百人在市内舉行集會遊行[293]。
- 納什維爾：5月30日，示威者在田納西州議會大廈前集會，活動之後變成衝突，當地法院大樓着火，議會大廈前愛德華·卡馬克（英语：Edward W. Carmack）的雕像被推倒，市長宣佈進入緊急狀態和宵禁[294]。
- 孟菲斯：市长发布了6月2日22时至3日6时的宵禁，不过目前的示威仍然保持和平。[295][296]

### 德克薩斯州
- 達拉斯：5月29日，上千人到市内警察總部前集會[297]，晚上演變成衝突，警察以催淚彈驅散示威者[298]。30日，再有示威活動，共有14人被捕[299]。
- 休斯敦：5月29日，數百人在市内舉行集會遊行，晚上活動變成衝突[300]。
- 拉伯克：5月30日，約150人在市内舉行集會遊行[301]
- 聖安東尼奧：5月30日，數千人在市内舉行集會遊行，晚上活動變成衝突，市長宣佈晚上11點30分到次日凌晨6點宵禁[302]。

### 猶他州
- 奥格登：5月30日，數百人在市内舉行集會遊行[303]。
- 鹽湖城：5月29日，約150-200人在市内舉行集會遊行[304]。30日，上千人在猶他州議會大廈前集會，活動之後演變成衝突，警方使用催淚彈和橡膠子彈驅散示威者[305]。

### 佛蒙特州
- 伯靈頓：5月30日，約1200人在炮臺公園集會[306]。
- 蒙彼利埃：5月30日，數百人在市内集會遊行[307]。

### 維珍尼亞州
- 黑堡：6月1日，約300人在市内舉行集會遊行[308]。
- 馬納薩斯：5月30日，數百人在市内舉行集會遊行，州代表李·卡特也參與其中，晚上8點30分活動被警方宣佈為非法集會，以胡椒球驅散示威者[309]。
- 里士满：5月29日，數百人在市内舉行集會遊行，晚上活動變成衝突，警方以催淚彈驅散示威者[310]。

### 華盛頓州
- 西雅圖：5月29日，有一場小型的示威[311]。30日，參與人數擴大到上千人，活動之後變成衝突，警方以催淚彈驅散示威者，最少27人被捕。當日市長宣佈宵禁[312]。
- 斯波坎：5月31日，上千人在市内舉行集會遊行[313]。
- 塔科馬：5月30日，數百人在市内舉行集會遊行[314]
- 瓦拉瓦拉：5月31日，數百人在市内舉行集會遊行[315]。

### 西維吉尼亞州
- 查爾斯頓：5月30日，示威者組織了兩場集會遊行[316]。31日，數百人在市内舉行集會遊行[317]。
- 惠靈：5月30日，數百人在市内舉行集會遊行[318]。

### 威斯康辛州
- 麥迪遜：5月30日，約千人在市内舉行集會遊行，晚上活動變成衝突，晚上11:30，市長宣布進入緊急狀態並實施宵禁[319]。

### 懷俄明州
- 夏延：5月29日，市民在懷俄明州議會大廈前舉行燭光守夜活動，以抗議佛洛伊德之死。30日，市内有集會遊行[320]。
- 傑克遜：5月31日，約150人在市内廣場舉行集會遊行[321]。

## 其他
- Visual Concepts所開發的NBA 2K20在遇害事件發生不久後，推出「黑人的命也是命」（Black Lives Matter）、「我不能呼吸」（I Can't Breathe）以及「說出他們的名字」（Say Their Names）T恤模組，全部免費發售。並於美國中部時間6月4日下午一時至三時暫停所有線上遊戲模式，讓玩家在遊戲內指定場所示威及悼念活動。[322]

### 遭到破壞的雕像
- 南北戰爭時的南方將軍
- 比利時國王利奧波德二世
- 英國首相邱吉爾
- 航海家哥倫布